# Швидкостемір шахтний
Швидкостемір шахтний (рос. скоростемер шахтный, англ. mine winding speed meter, нім. Gruben-Geschwindigkeitsmesser m) – прилад, що показує швидкість руху:
- - підйомних посудин, записує дійсний режим роботи підіймальної машини та сигналізує про необхідність зниження швидкості, якщо вона перевищує встановлене значення;
- - рудникових акумуляторних і контактних електровозів, зокрема, у шахтах, небезпечних по газу і пилу. Швидкостемір вимірює швидкість електровоза і визначає пройдений ним шлях.

Син. – швидкостемір рудниковий.